# К дереву на том холме
«К дереву на том холме» (яп. あの丘の木に向るって Ано Ока но Ки:ни Макатэ) — тридцать пятый эпизод расширенной версии четвёртого сезона аниме «Атака титанов», завершающий сериал; пятая и последняя часть «Финальных глав».

## Сюжет
Эрен Йегер и Армин Арлерт наблюдают за «реками огня» в своëм детском обличии. Эрен рассказывает Армину о своих мыслях по поводу любви прародительницы Имир к королю Фрицу. По мнению Эрена, именно это чувство сковывало Имир на протяжении двух тысячелетий. Тем не менее, она продолжала искать кого-нибудь, кто освободил бы её, и, наконец, нашла. Это была Микаса Аккерман, хотя Эрен не знает почему. Однако результат, которого добьётся Микаса, — это то, к чему он стремился с тех пор, как увидел будущее на церемонии награждения.
Эрен признаётся, что ему тяжело от того, что из-за силы Титана-Прародителя он видит будущее и прошлое одновременно. Эрен сожалеет, что ему пришлось отдать приказ Дине Фриц в форме титана пройти мимо Бертольда и съесть мать Йегера, тем самым дав ему мотивацию на дальнейшие действия. Армин останавливает Эрена прежде, чем тот успевает пролить слëзы.
В своëм нынешнем взрослом облике друзья стоят на берегу моря. Армин спрашивает Эрена, сможет ли Микаса забыть о нём и жить счастливо с кем-то другим. Эрен симулирует апатию, и Армин бьёт его. Армин словесно набрасывается на Эрена и говорит, что Микаса достойна найти кого-то лучше него, учитывая, сколько Микаса для него сделала и что Эрен это не ценил. В конце концов это заставляет Эрена со слезами на глазах признать, что он не хочет, чтобы Микаса нашла кого-то другого и чтобы любила только его даже тогда, когда он умрёт, хотя бы ещё какие-то 10 лет. Армин шокирован этим признанием, и Эрен просит его ничего ей не рассказывать, потому что он действительно хочет, чтобы она была счастлива. На самом деле Эрен не хочет умирать и оставлять Микасу или кого-либо из своих друзей. Услышав это, Армин пытается убедить Эрена найти другой способ, но Эрен говорит, что он почти уверен, что те, кого он убил Гулом Земли, тоже не хотели умирать. Море вокруг них теперь в крови, и Эрен говорит, что растоптал 80% человечества. Армин не верит этому, и Эрен говорит, что уровень развития в мире за Стенами упал до уровня Парадиза, поэтому односторонней захватнической войны не будет, но миру всё равно не быть.
Армин спрашивает, означает ли это, что всё, что они делали, было бессмысленно. Он пытается заставить Эрена понять, что на самом деле он ещё не убил этих людей, поэтому он всё ещё может сделать выбор, но Эрен объясняет, что как бы сильно он ни старался, всё всегда происходило именно так, как он видел в своих воспоминаниях о будущем. Армин отказывается принять это. Эрен думал, что делает это, чтобы защитить тех, кто ему дорог, но такие люди, как Саша Блаус и Ханджи Зое, погибли из-за него, и он продолжал натравливать своих друзей на смертельные столкновения с Флоком Форстером. Глядя на клочки волос и запекшуюся кровь, которые он подобрал из кровавой воды, Эрен думает, что наконец-то понял, почему всё так получилось. Вышло так потому, что он всего лишь дурак, который случайно получил огромную силу.
Армин берëт что-то из кровавой воды и говорит, что понимает желание стереть всех людей с лица земли. Эрен называет его лжецом, но Армин, ничуть не смутившись, говорит, что именно он вложил идею свободного мира в голову Эрена. Предмет, который подобрал Армин, был морской раковиной, которую они нашли, когда впервые увидели море. Армин передаёт ракушку Эрену и благодарит его за то, что тот показал ему, что было за Стенами. Он говорит, что они оба несут ответственность за смерть большей части человечества, поэтому однажды они оба встретятся в Аду. Эрен тронут тем, что их дружба остаётся нерушимой, но говорит Армину, что сотрёт ему память об этом разговоре, однако, когда всё закончится, Армин снова сможет всё вспомнить.
Армин, лежащий на земле, просыпается в своей человеческой форме. Он вспоминает разговор с Эреном и понимает, что он произошёл тогда, когда разведчики плыли на корабле в Одиху. Микаса подходит к нему, неся голову Эрена. Армин бежит к ним в слезах и говорит, что понял цель Эрена — он сделал всё это для того, что сила титанов покинула этот мир.
Вокруг них элдийцы снова становятся людьми. Друзья Эрена, подобно Армину, помнят свои собственные разговоры с ним. Семьи и друзья воссоединяются, а живые мельком видят призраков тех, кто раньше ушёл из жизни: Леви наблюдает за падшими солдатами Разведкорпуса, а Жан и Конни встречают Сашу.
Микаса использует это время и говорит Армину, что собирается похоронить Эрена должным образом. Она предлагает похоронить его в том месте, где он любил отдыхать, и Армин соглашается, что это было бы хорошим местом.
Марлийские солдаты наставляют на элдийцев винтовки. Мюллер требует немедленных доказательств, что элдийцы больше не титаны, а люди. Армин выходит вперёд и говорит ему, что доказательством является то, что если бы у них всё ещё была сила титанов, они использовали бы её для сопротивления. Мюллер спрашивает, кто он такой, и Армин представляется как тот, кто убил Эрена Йегера.
Когда Микаса уходит, она видит Имир, которая теперь похожа на молодую женщину, а не на ребёнка. Микаса рассматривает любовь Имир как долгий кошмар. Имир представляет, какой была бы её жизнь, если бы она не сохранила жизнь Фрицу и осталась вместе со своими детьми, не дав начаться двухтысячелетней войне.
Спустя три года после так называемой Битвы неба и земли мир всё ещё не оправился от последствий Гула Земли. Парадиз опасается мести из-за рубежа и создал армию во главе с йегеристами. Конфликт никуда не исчез. Эрен рассказал Хистории всё, что он знал о будущем, однако она уверена, что это будущее было результатом выбора не только Эрена, но, скорее, совокупного выбора всех. Война не закончится, пока не будет уничтожен или Парадиз, или весь остальной мир. Но, по словам Хистории, именно такой мир Эрен оставил в их руках, мир, где больше нет титанов.
Армин, Жан, Райнер, Энни, Конни и Пик отправляются на Парадиз в качестве послов Мировой коалиции, хотя они не уверены в том, какой приём им будет оказан, учитывая, что они предали остров и убили Эрена. Пик и Райнер выражают лёгкое удивление, что их корабль ещё не потопили. Жан обвиняет Эрена в том, что он заставил их играть роли «героев, спасших мир», одновременно прося их прожить долгую жизнь. Армин настроен более философски, говоря, что в Разведкорпусе изначально были одни мечтатели, каким и являлся Эрен. Энни в шутку подмечает, что она служила в Военной полиции.
Армин верит, что им ничего не угрожает, потому что жители Парадиза захотят узнать их историю и почему люди, которые пытались убить друг друга, теперь призывают к миру.
В районе Сигансина Микаса сидит у могилы Эрена под деревом. Она говорит ему, что ребята скоро придут. Микаса вспоминает, как она обнаружила под этим деревом спящего Эрена в детстве, и начинает плакать, желая увидеть его снова. Внезапно прилетает птица и обматывает её шарфом, как когда-то сделал Эрен. Воспрянув духом, она встаёт и, глядя на птицу в небе, в слезах благодарит Эрена за то, что он когда-то повязал ей этот шарф.
Проходит много лет. За это время Сигансина немного преобразилась, а Микаса вышла замуж (предположительно, за Жана), родила детей, а затем и обзавелась внуками. Каждый год она со своей семьëй навещала могилу Эрена вплоть до самой смерти. Её похоронили рядом с Эреном, и она так и не рассталась со своим шарфом.
Затем проходит 20000 лет. Парадиз благополучно развивался. Сначала появились здания Нового времени, затем их сменили высотки, потом на их месте выросли современные небоскрёбы, и в конце концов появился футуристический мегаполис. Вскоре случается новая война, в результате которой Парадиз уничтожили ракетами, и все города на нëм превратились в руины. Спустя ещё несколько десятилетий по этим руинам бродит неизвестный мальчик с собакой. Впереди они замечают огромное дерево, выглядещее точь-в-точь, как то, в котором Имир получила силу титанов, а затем заходят внутрь него. И на этом аниме заканчивается.

## Отзывы
Джейми Сугу с сайта The Geekiary больше всего «поразила смерть Эрена». По мнению критика сцена разговора между Эреном и Армин «получилась идеальной». Для Суги было важно, чтобы в конце «не погибли абсолютно все». По её мнению последний эпизод аниме — «лучший финал, на который можно было надеяться».